# Cavigliano

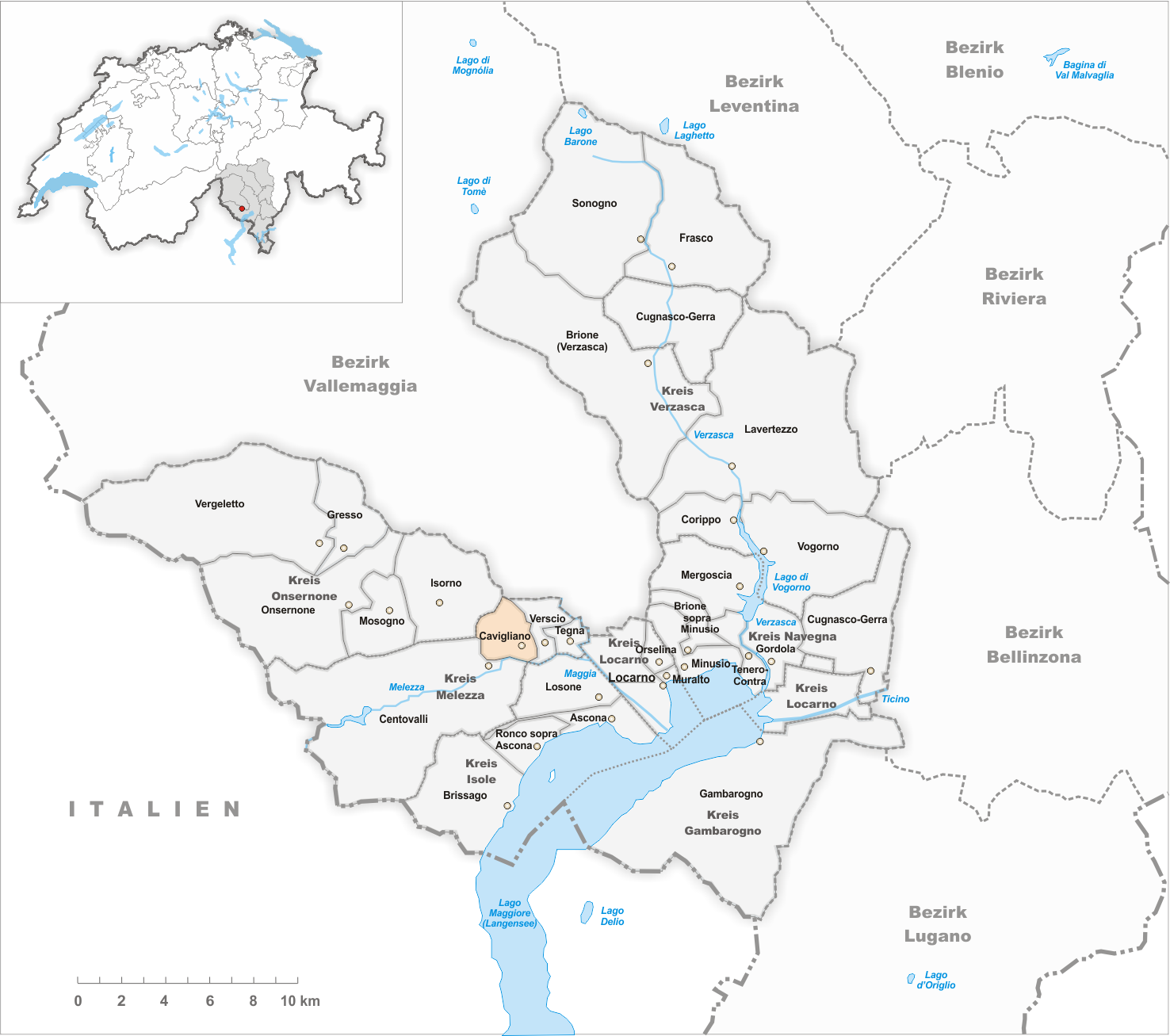
Gemeindestand vor der Fusion am 14. April 2013

Cavigliano. Historisches Luftbild von Werner Friedli (Fotograf) (1953)

Cavigliano war bis am 13. April 2013 eine politische Gemeinde im Kreis Melezza, im Bezirk Locarno im Kanton Tessin in der Schweiz. Auf den 14. April 2013 wurde Cavigliano mit Tegna und Verscio zur neuen Gemeinde Terre di Pedemonte fusioniert. Bis zur Fusion waren die Nachbargemeinden Centovalli, Maggia, Verscio, Losone und Isorno.

## Geographie
Das Dorf liegt an der Bahnlinie durch das Centovalli nach Italien, am Eingang ins Onsernonetal. Mit Tegna und Verscio bildete Cavigliano die Region Terre di Pedemonte sowie eine einzige Bürgergemeinde.

## Gemeindefusion
Am 22. September 2002 fand eine Konsultativabstimmung zum Fusionsprojekt der Gemeinden Tegna, Verscio und Cavigliano zur neuen Gemeinde Terre di Pedemonte statt. Das Projekt wurde nach dem ablehnenden Votum der Stimmberechtigten von Tegna aufgegeben.

## Wappen
Blasonierung: In Silber ein durchgehendes rotes Kreuz mit blauer Weinrebe im rechten oberen Feld.

## Geschichte
Am Anfang der Römerzeit war der Ort bewohnt. Am 14. November 1944 wurden acht römische Gräber gefunden.

## Bevölkerung
Einwohnerzahlen: Volkszählungsdaten

## Sehenswürdigkeiten
- Pfarrkirche San Michele mit Dekorationsmalereien von Giovanni Antonio Vanoni und Pompeo Maino[5][6]
- Römische Nekropole[7]

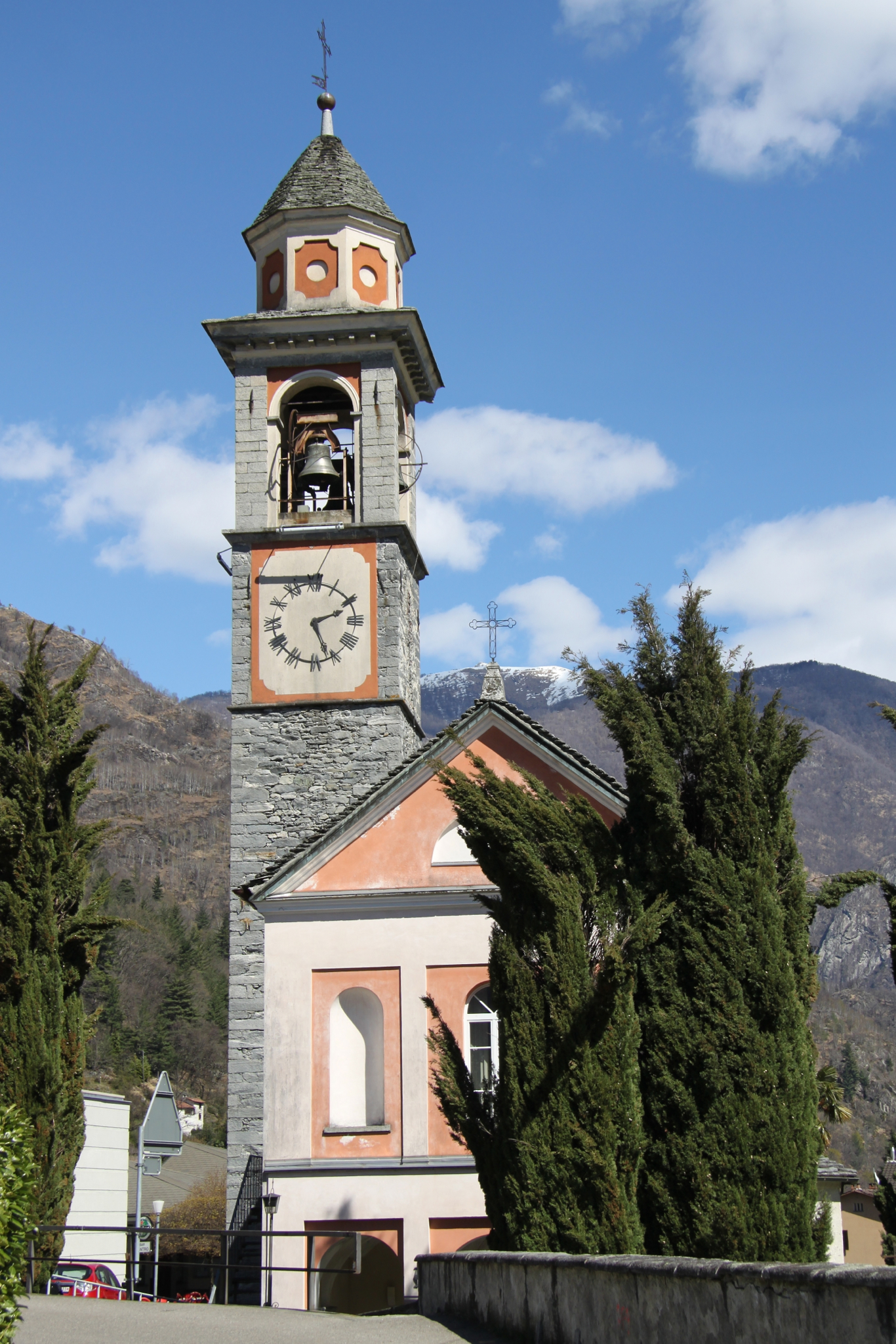
Pfarrkirche San Michele
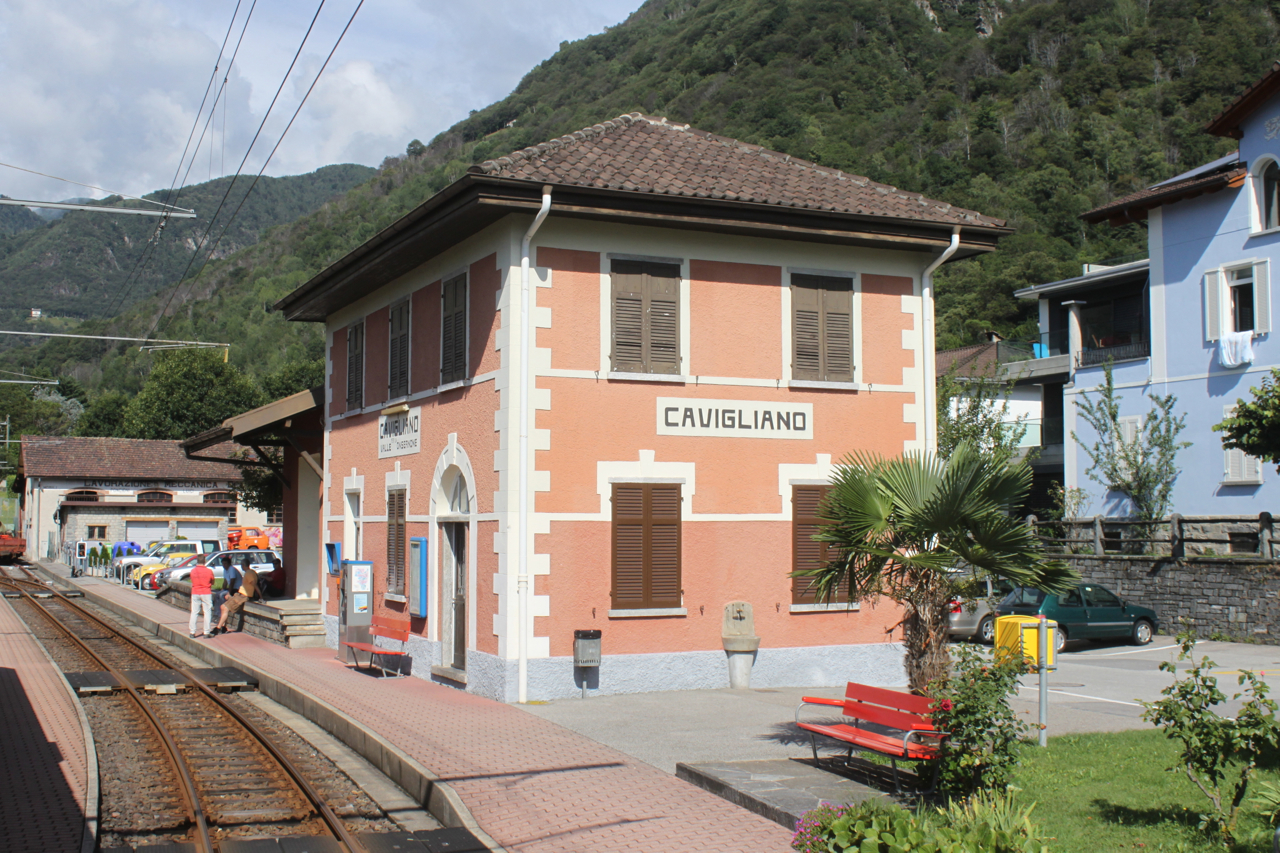
Bahnhof Cavigliano
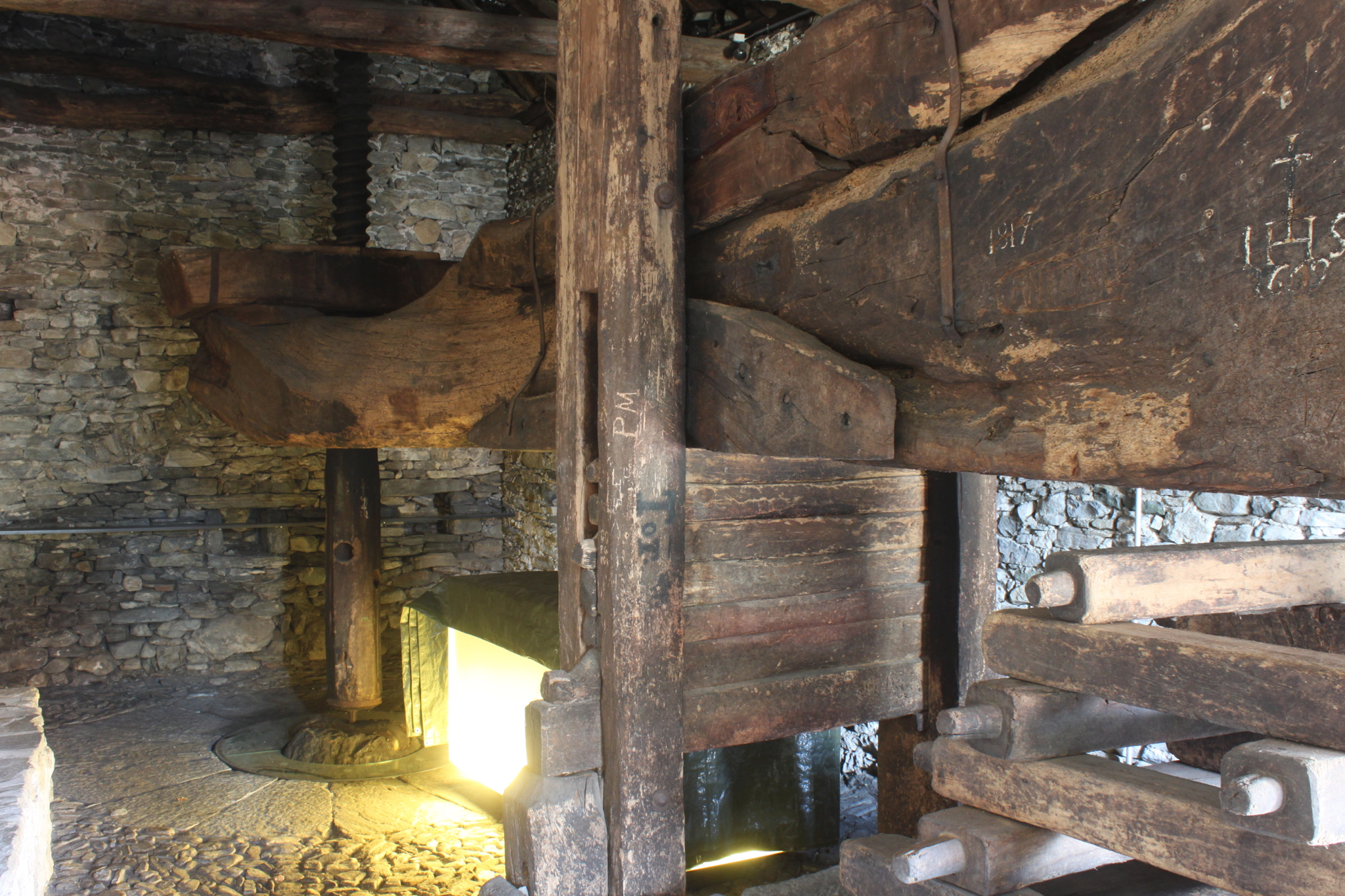
Alte Trotte
Dorfpartie. Historisches Bild von Leo Wehrli (1922)

## Kultur
- Galleria d’Arte Silvio Riccardo Baviera (Cavigliano)[8]

## Persönlichkeiten
- Julien de Parme (Jean Antoine Bartolomeo Ottolini) (* 23. April 1736 in Cavigliano; † 28. Juli 1799 in Paris); Kunstmaler[9][10][11]
- Angelo Monotti (* 24. Februar 1835 in Cavigliano; † 5. Juni 1915 ebenda), Fotopionier, Gemeindepräsident von Cavigliano[12][13]
- Giulio Beda (* 10. Januar 1879 in Triest; † 9. April 1954 in Dachau); Kunstmaler[14]
- Fritz Eduard Pauli (1891–1968), Schweizer Maler, Radierer, Illustrator
- Herbert Fleischmann (1925–1984), deutscher Schauspieler
- Giairo Daghini (* 1934 in Losone ?), Studien in Mailand unter Enzo Paci, Philosoph, Politiker, Dozent an der Universität Genf, Gründer und Direktor der FACES, Publizist[15][16][17]
- Mike Van Audenhove (1957–2009), amerikanisch/belgischer Comiczeichner